# Tanzanias herrlandslag i fotboll
Tanzanias herrlandslag i fotboll representerar Tanzania i fotboll för herrar, och spelade sin första match som Tanganyikaterritoriet borta mot Uganda 1945, och åkte på stryk med 0-7.

## African Nations Cup

### 1980
I första matchen hade man ingenting att sätta emot de blivande mästarna Nigeria som kunde vinna med hela 1-3. Man hade även inget att sätta emot Egypten som drog det längsta strået och vann med 1-2. Tanzanierna ordnade sedan 1 poäng genom att få 1-1 mot trean i gruppen Elfenbenskusten. Tanzania kunde inte matcha de andra utan kom sist i gruppen med 1 poäng.